# Spurlatte
Eine Spurlatte ist im Bergbau ein Balken, an dem ein Förderkorb im Schacht geführt wird. Spurlatten werden so im Schacht eingebaut, dass das Fördergefäß entweder an den Stirnflächen oder an einer oder zwei Seitenflächen geführt wird.

## Grundlagen

Fördertonne mit Führungsschlitten, geführt am Leitbaum

Wird ein Fördergefäß im Schacht hinauf oder herab bewegt, kommt es aufgrund der Seilbewegung unweigerlich zu einer Hin- und Herbewegung des Fördergefäßes. Um diese Bewegungen zu minimieren, wurden die Schächte mit einer speziellen Schachtzimmerung, die als Austonnung bezeichnet wurde, versehen. Die Fördergefäße mussten in ihren seitlichen Formen und Abmessungen denen der Austonnung entsprechen. Die Austonnung musste sehr exakt ausgeführt werden, damit der Förderkübel nirgendwo hängen blieb. Schächte die so ausgestattet waren, waren als Wetterschächte nur bedingt einsetzbar. Eine andere Form der Schachtführung war die Führung der Fördergefäße an eisernen Schienen (Leitschienen) oder Vierkanthölzern, die man als Leitbaum oder Leitstange bezeichnete. Die Leitbäume bestanden in der Regel aus quadratischen Vierkanthölzern mit einer Stärke von vier Zoll. Als Holz wurde gutes nicht krümmendes Eichenholz verwendet. Die Leitbäume wurden sehr fest mit der Schachtzimmerung verbunden.

## Material
Spurlatten können aus Holz und aus Stahl gefertigt werden. Bis in die erste Hälfte des 20. Jahrhunderts wurden in saigeren Schächten die Spurlatten ausschließlich aus Holz gefertigt. Grund hierfür war, dass es bis zu diesem Zeitpunkt öfters zu Seilbrüchen der Förderseile kam und die damaligen Fangvorrichtungen nur für Spurlatten aus Holz geeignet waren.

### Holz

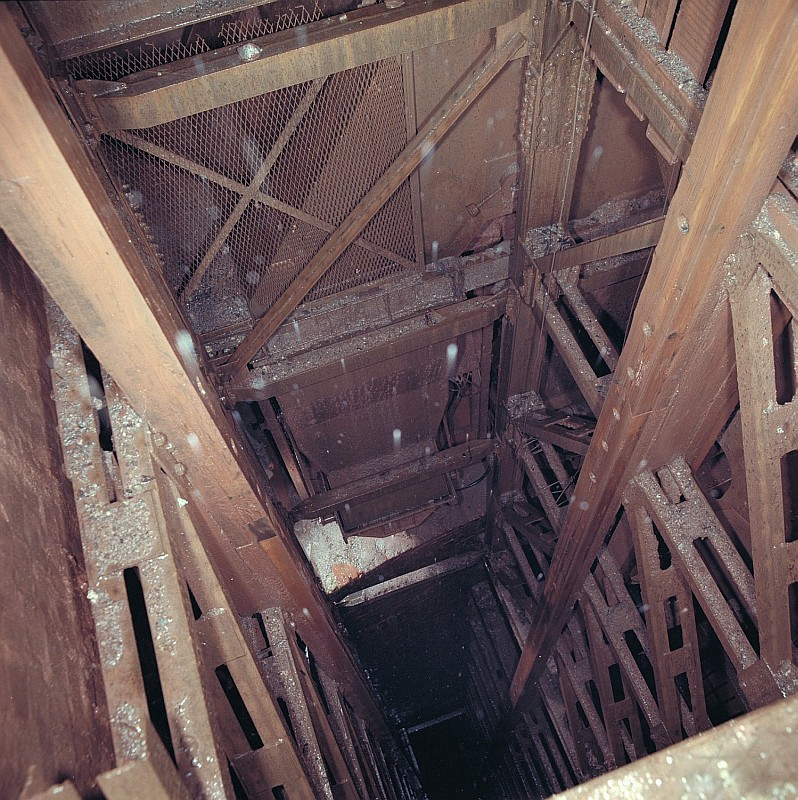
Blick in einen Schacht; links und rechts sind die Spurlatten zu sehen.

Für Spurlatten aus Holz eignen sich Holzarten mit hoher Verschleiß- und Biegefestigkeit. Außerdem ist es wichtig, dass die Hölzer in großen Längen von fünf bis zwölf Metern verfügbar sind. Große Längen werden benötigt, um die Anzahl der Stoßverbindungen gering zu halten. Besonders gut für Holzspurlatten eignet sich das Holz der amerikanischen Pechkiefer Pitch Pine, dies ist ein hartes harzreiches und elastisches Kiefernholz. Aber auch Eichenholz oder das Holz des australischen Eukalyptusbaumes Jarrah wird verwendet. Dieses Holz hat gegenüber dem Eichenholz den Vorteil, dass es gerader gewachsen ist, weniger Äste enthält und längere Stämme hat. Auch lassen sich aus dem Stamm des Jarrahholzes mehrere Spurlatten schneiden, dies ist bei anderen Holzarten nicht machbar. Grund hierfür ist, dass beim Schneiden der Spurlatte bei allen anderen Holzarten das Kernholz in die Querschnittsmitte der Spurlatte kommen muss. Dies ist erforderlich, damit die Spurlatte sich nicht krumm zieht. Es werden auch Spurlatten aus schichtverleimtem Holz eingesetzt. Diese Hölzer haben den Vorteil, dass sie eine höhere Abriebfestigkeit haben als Spurlatten aus Kernholz. Die Anforderungen, die an Holzspurlatten gestellt werden, sind in der DIN 21341 geregelt.

### Stahlspurlatten
Stahlspurlatten werden aus Profilstahl gefertigt. Hierfür werden zwei gleiche U-Eisen an den Seiten mit einer Platte aus Flacheisen verschweißt. Stahlspurlatten haben gegenüber Holzspurlatten den Vorteil, dass sie eine hohe Bruch- und Verschleißfestigkeit haben. Dadurch sind Brüche von Spurlatten praktisch ausgeschlossen. Auch bedürfen Stahlspurlatten weniger Reparaturen. Schächte, in denen Stahlspurlatten eingesetzt werden, können weder einen Brand weiterleiten noch kann ein Brand in diesen Schächten entstehen. Da Spurlatten aus Stahl nicht aufquellen oder schwinden, können sie auch mit geringeren Toleranzen eingebaut werden. Allerdings haben Spurlatten in Schächten, die einem hohen Gebirgsdruck ausgesetzt sind, den Nachteil, dass der Förderkorb aufgrund der Verschiebung der Spurlatten durch den Gebirgsdruck harten Stößen ausgesetzt ist. Dieser Nachteil lässt sich durch verstellbare Befestigungen ausgleichen.

## Befestigung
Spurlatten werden im Schacht an den Einstrichen befestigt. Diese Einstriche werden in Abständen von maximal drei Metern bei Holzspurlatten und maximal 4,5 Metern bei Stahlspurlatten mit dem Schachtausbau fest verbunden. Die Einstriche können aus Holz oder Stahl sein. Bei Stahlspurlatten müssen auch die Einstriche aus Stahl sein, wenn der Abstand zwischen den Einstrichen größer als 4,5 Meter ist. Die Befestigung an den Einstrichen erfolgt bei Holzspurlatten mit Gewindeschrauben. Um ein Verhaken der Führungsschuhe zu vermeiden, werden die Köpfe der Gewindeschrauben hierzu mehrere Zentimeter in die Spurlatte eingelassen. Es gibt auch spezielle Spurlattenschuhe, um die Spurlatten mit den Einstrichen zu verbinden. Der Spurlattenschuh wird mit jeweils zwei Schrauben am Einstrich festgeschraubt. Durch die Spurlattenschuhe wird die Last im Holz auf eine größere Fläche verteilt. Bei Stahlspurlatten verwendet man spezielle auf das Spurlattenprofil abgestimmte Spurlattenhalter. Durch seitliche Anschlagleisten wird die Spurlatte von außen erfasst und von innen mit speziellen Klemmstücken und hochfesten Schrauben am Einstrich befestigt. Bei dieser Verbindung erfolgt die Befestigung aufgrund der Reibungskräfte, somit lassen sich die Spurlatten während der Montage in vertikaler Richtung genauer positionieren. Damit an den Verbindungsstellen zwischen zwei Spurlatten die Spurlatten sich unter dem seitlichen Druck der Führungsschuhe oder Führungsrollen des vorbeifahrenden Förderkorbes nicht verschieben, werden diese Verbindungen immer auf einen Einstrich oder eine Konsole gelegt. Jede Spurlatte, mit Ausnahme der Klappspurlatten oder der Spurlattenendstücke, muss an mindestens drei Einstrichen oder Konsolen befestigt werden.

## Verschleiß

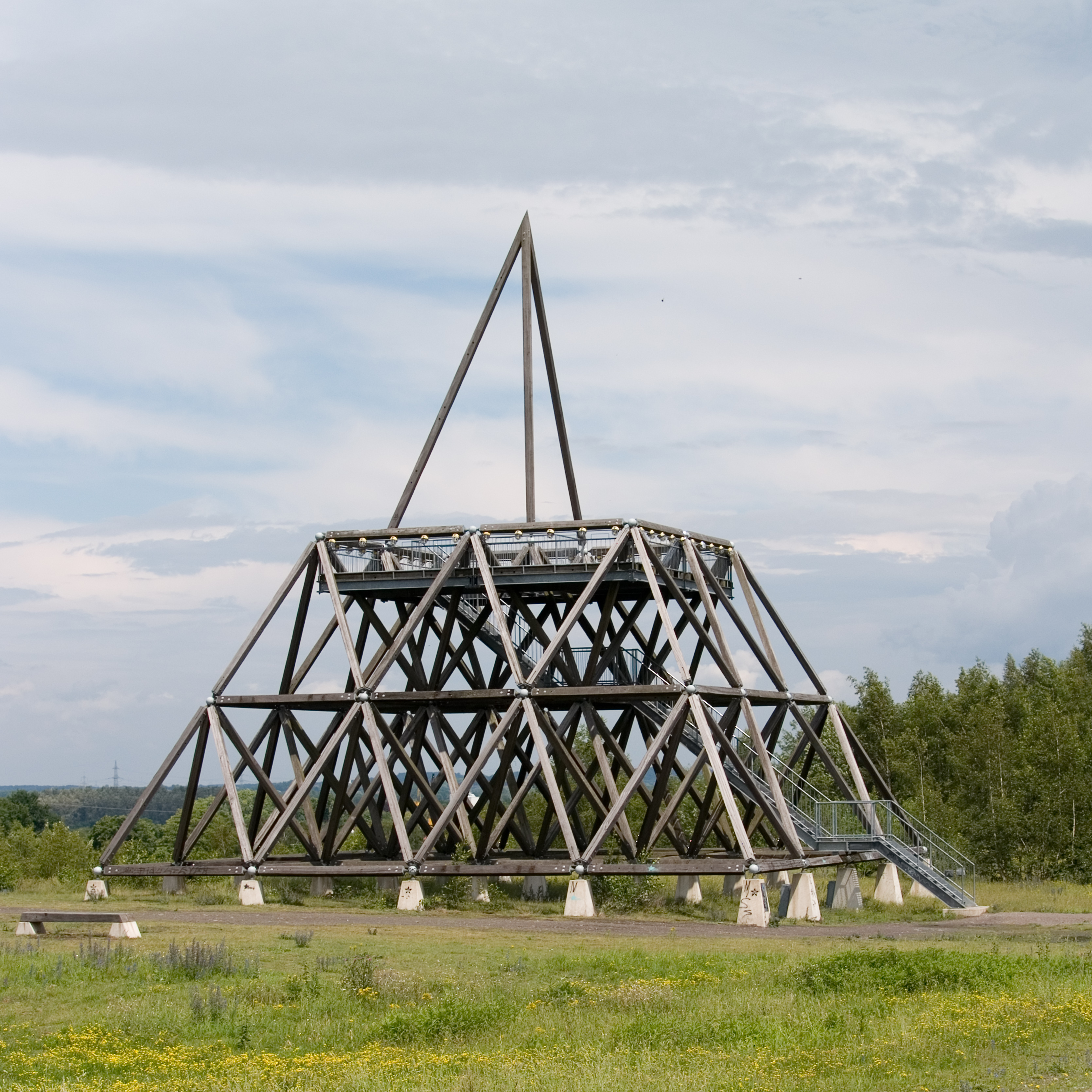
Spurwerkturm auf der Halde Brockenscheidt der Zeche Waltrop errichtet aus 1000 m Spurlatten der Zeche Ewald.

Spurlatten verschleißen während des Betriebes durch die Reibwirkung der Führungsschuhe. Der Verschleiß wird durch spezielles Spurlattenfett vermindert. Dieses Fett wird in flüssiger Form auf die trockenen Spurlatten aufgebracht und verhindert die trockene Reibung der Führungsschuhe. Aber auch Stahlspurlatten unterliegen einem gewissen Verschleiß. Sind Spurlatten um ein festgelegtes Maß im Querschnitt geschwächt, so müssen sie aus Sicherheitsgründen ausgewechselt werden. Bei Stahlspurlatten liegt der maximal zulässige Verschleiß bei unter sechs Millimetern. Bei Holzspurlatten darf der Verschleiß an den Flanken maximal 15 Millimeter pro Flanke und an der Stirnseite maximal zehn Millimeter betragen. Der genaue Verschleiß jeder Spurlatte wird mit einem Spurlattenprüfgerät ermittelt.